# Litarachna kamui
Litarachna kamui is een mijtensoort uit de familie van de Pontarachnidae. De wetenschappelijke naam van de soort is voor het eerst geldig gepubliceerd in 1935 door Uchida.